# David Freiberg
Pour les articles homonymes, voir Freiberg (homonymie).
David Freiberg (né le 24 août 1938 à Cincinnati) est un chanteur, bassiste et violoniste américain, fondateur du groupe Quicksilver Messenger Service. Il a également collaboré avec Jefferson Airplane, apparaissant sur leur dernier album live, Thirty Seconds Over Winterland (1973), avant de rejoindre Jefferson Starship, né de la dissolution de l'Airplane (1974). Il quitte Jefferson Starship en 1984, peu après le départ de Paul Kantner, et le réintègre en 2005.

## Discographie

### Avec Quicksilver Messenger Service
- 1968 : Quicksilver Messenger Service
- 1969 : Happy Trails
- 1969 : Shady Grove
- 1970 : Just for Love
- 1970 : What About Me
- 1975 : Solid Silver
- 1986 : Peace by Piece
- 1996 : Shape Shifter

### Avec Paul Kantner et/ou Grace Slick
- 1970 : Blows Against the Empire
- 1973 : Baron Von Tollbooth and the Chrome Nun (Kantner, Slick, Freiberg et al.)
- 1974 : Manhole (Slick)
- 1983 : Planet Earth Rock and Roll Orchestra (Kantner)

### Avec Jefferson Airplane et Jefferson Starship
- 1973 : Thirty Seconds Over Winterland
- 1974 : Dragon Fly
- 1975 : Red Octopus
- 1976 : Spitfire
- 1978 : Earth
- 1979 : Freedom at Point Zero
- 1981 : Modern Times
- 1982 : Winds of Change
- 1984 : Nuclear Furniture
- 2008 : Jefferson's Tree of Liberty